# Andoni Iraola
Andoni Iraola Sagarna (Usurbil, 22 de junho de 1982) é um treinador e ex-futebolista espanhol que atuava como lateral-direito. Atualmente comanda o Bournemouth.

## Carreira como jogador
Formado nas categorias de base do Athletic Bilbao, Iraola foi promovido aos profissionais em 2003, aos 20 anos. Durante 12 temporadas atuando pelos Leões, o lateral tornou-se o quinto jogador que mais vestiu a camisa do clube, com 510 partidas disputadas entre 2003 e 2015. Iraola jogou também por Basconia, Bilbao Athletic e New York City, onde encerrou sua carreira no final de 2016.

### Seleção Nacional
Pela Seleção Basca, Iraola disputou nove jogos entre 2003 e 2013. Já pela Espanha, o lateral-direito primeiro passou pelas categorias Sub-18 e Sub-21 antes de ser chamado para defender a Seleção Espanhola principal. Presente na primeira convocação do técnico Vicente del Bosque em agosto de 2008, Iraola estreou no dia 20 de agosto, ao substituir Sergio Ramos numa vitória por 3 a 0 sobre a Dinamarca. No total, disputou apenas sete partidas pela Fúria entre 2008 e 2011.

## Carreira como treinador
Estreou como técnico em 2018, comandando o AEK Larnaca, do Chipre, durante uma temporada. Voltou à Espanha em 2019 para treinar o Mirandés, na Segunda Divisão Espanhola e, em agosto de 2020 assumiu o comando técnico do Rayo Vallecano, sucedendo Paco Jémez.

## Títulos

### Como treinador
AEK Larnaca
- Supercopa do Chipre: 2018[12]

### Prêmios individuais
- Treinador do Mês da Premier League: março de 2024[carece de fontes?]